# Luchthaven van Salluit
De luchthaven van Salluit (IATA: YZG, ICAO: CYZG) ligt nabij de gemeenschap van Salluit, Quebec, Canada. Er zijn geen wegen die naar Salluit leiden, dus de luchthaven is voor de inwoners de enige manier om het zuiden van Quebec te bereiken.
De luchthaven wordt meerdere keren per week bediend door Air Inuit met Twin Otter- en Dash 8 -vliegtuigen.

## Luchtvaartmaatschappijen en bestemmingen
| Luchtvaartmaatschappijen | Bestemmingen |
| ------------------------ | --- |
| Air Inuit                | Akulivik, Aupaluk, Inukjauk, Ivukjivik, Kangiqujuaq, Kangirsuk, Kuujjuaq, Kuujjuariapik, Montreal-Trudeau, Puvirnituq, Quaqtaq, Quebec City, Sanikiluag, Schefferville, Tasiujaq, Umiujaq |